# Bastian Günther
Bastián Gunther (Hachenburg, 3 de septiembre de 1974) es un director de cine y guionista alemán.

## Biografía
Graduado en Educación por la Universidad de Colonia, más tarde trabajó como autónomo para Westdeutscher Rundfunk (WDR) y Phoenix. En 2000 comenzó a estudiar dirección en la Academia Alemana de Cine y Televisión (dffb), en Berlín, formación que completó en 2005. Su película Autopiloten se estrenó en la categoría Perspektive Deutsches Kino en la Berlinale de 2007. Günther trabajó como director ayudante de Marin Martschewski y Christian Petzold. Es miembro de la Casa del Cine de Colonia desde 1999.

## Filmografía
- 1998: Contract Killer (videoclip)
- 1998: Wichtig ist auf'm Platz (documental)
- 1999: 24/7 (cortometraje)
- 2000: Kuscheln in Vingst (documental)
- 2001: Hallo Herr Kaiser (documental)
- 2001: Corinna, Corinna (cortometraje)
- 2002: Kontrollierte Offensive (cortometraje)
- 2002: Punkt Null (videoclip)
- 2003: Acapulco (cortometraje)
- 2003: McDonald's – Staying Alive, codirección: David Sieveking (spot)
- 2003: Bleib zuhause im Sommer (documental)
- 2005: Gespenster (asistente de dirección)
- 2005: Ende einer Strecke (película de graduación DFFB)
- 2007: Autopiloten
- 2013: Houston
- 2014: California City
- 2015: Tatort: Wer bin ich?
- 2020: One of these Days.[1]

## Distinciones
- Premio Primeros Pasos 2006 en la categoría largometraje de menos de 60 minutos por el final de una línea
- MFG-Star en el TV Film Festival Baden-Baden 2007 por Autopilot